# Radan Beránek
Radan Beránek (31. ledna 1923, Čáslav – 18. března 1969, Miami) byl československý lékař, neurofyziolog. Byl redaktorem časopisu Physiologia bohemoslovaca. 

## Život
Jeho otcem byl akademický malíř Miloslav Beránek. Maturoval v Praze . Vystudoval Lékařskou fakultu Univerzity Karlovy v Praze, na které dne 16. srpna 1950 promoval. Po promoci pracoval v rehabilitačním ústavu v Janských Lázních a na neurologické klinice Univerzity Karlovy v Praze. Později působil ve Fyziologickém ústavu Československé akademie věd. Jeho disertační práce se zabývala nitrobuněčnou elektromyografií lidí. Byl u počátků Laboratoře buněčné a srovnávací neurofyziologie, jež vznikla při Oddělení fyziologie a patofyziologie nervosvalového systému. Zavedl snímání vzruchových aktivit prostřednictvím intracelulárních mikroelektrod. Spolupracoval se zahraničními odborníky a působil na zahraničních univerzitách (Yale, Miami).

## Dílo (výběr)
- Pokusné studie o mozkovém edému. Praha: Nakladatelství ČSAV, 1955. 122 str.
- Gymnastické rozcvičky v tanečním souboru. 1. vyd. Praha: Orbis, 1961. 78 s.
- Nitrobuněčná elektromyografie u člověka. 1. vyd. Praha: Státní zdravotnické nakladatelství, 1965. 117 s.
- The organization of synaptic axoplasm in the lamprey (Petromyzon marinus) central nervous system (spoluautoři D. S. Smith, U. Järlfors), in: The Journal of Cell Biology 46, 1970, s. 199n.